# Arundinella purpurea
Arundinella purpurea là một loài thực vật có hoa trong họ Hòa thảo. Loài này được Hochst. ex Steud. mô tả khoa học đầu tiên năm 1853.